# Keswick (Cumbria)
Koordinaten: 54° 36′ N, 3° 8′ W
Keswick (ˈkɛzᵻk) ist ein Ort mit etwa 4200 Einwohnern im nordenglischen Lake District in der Grafschaft Cumbria.

## Name
Der Name leitet sich ab vom altnordischen cese (Käse) und wik (Ort). Um 1240 hieß der Ort Kesewic und wurde um 1285 als Chesewyk bezeichnet.

## Geographie
Keswick liegt am nördlichen Ende des Derwent Water an der Mündung des River Greta in den River Derwent, der den Abfluss des Derwent Water bildet und nordwestlich durch den Bassenthwaite Lake fließt, um bei der Stadt Workington in die Irische See zu münden.
Nördlich der Stadt liegt der Skiddaw Forest mit den Bergen Skiddaw und Blencathra, die mit zu den höchsten der Region gehören.
Durch Keswick führt die A66, die Workington und Penrith sowie Carlisle miteinander verbindet. Eine weitere Verbindung besteht nach Süden über Ambleside nach Windermere und Kendal. Nach Westen gibt es eine Verbindung über eine nicht klassifizierte Straße über den Newlands Pass nach Buttermere.

## Landschaft
Die Landschaft ist geprägt durch viele langgezogene Täler, die während der letzten Eiszeit von Gletschern geformt wurden.
Zu Zeiten des British Empires wurden die Wälder komplett abgeholzt, so dass eine karge Landschaft entstand, in der heutzutage viele Schafherden einen möglichen Neubewuchs mit Büschen und Bäumen verhindern.

## Sehenswürdigkeiten

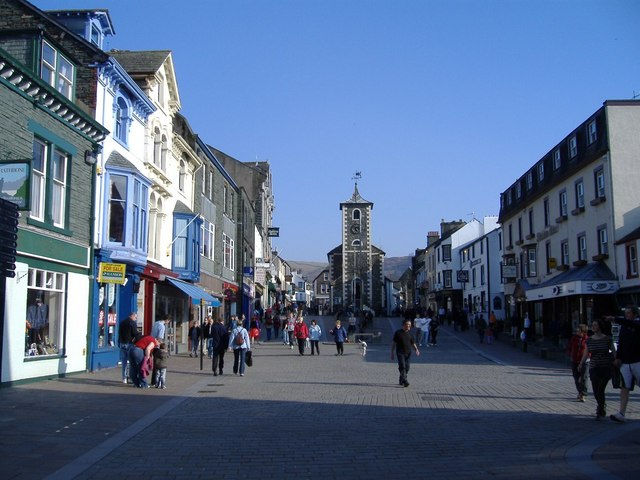
Marktplatz, im Hintergrund Moot Hall

Im 16. Jahrhundert wurde in geringem Umfang Bergbau betrieben und unter anderem Graphit abgebaut. Daraus entstand eine bis heute erhaltene Bleistiftmanufaktur, die weit verbreitete, qualitativ hochwertige Schreib- und Zeichenstifte herstellt, welche unter Künstlern einen guten Ruf besitzen. Dieser Tradition der Bleistiftproduktion wird mit einem „Pencil Museum“ Rechnung getragen.
Die Moot Hall (Versammlungshalle) diente früher als Rathaus und beherbergt heute die Touristeninformation und eine Kunstgalerie. Das heutige Gebäude wurde 1813 erbaut, Quellen verweisen jedoch auf Bauwerke an derselben Stelle bereits seit 1571. An der Moot Hall startet und endet auch die Bob Graham Round.
Unweit von Keswick, auf einer Hügelkuppe umgeben von den Bergen des Lake District, befindet sich der Castlerigg Stone Circle, einer der größten Steinkreise in England.
Der Bowder Stone ist ein ersteigbarer Findling bei Grange im Borrowdale südlich von Keswick. Er ist etwa 9,0 m hoch, hat etwa 15,0 m Durchmesser, 27,0 m Umfang und soll rund 2000 Tonnen wiegen.

## Kulturangebot
In dem kleinen Städtchen gibt es eine Reihe von Kultur- und Freizeitangeboten:
- Minigolf: Kein Minigolf in deutschem Sinne, sondern ein Golfplatz auf Rasen im Kleinstformat. Der Platz ist für jeden Besucher offen.
- Keswick Golf Club: Etwa sechs Kilometer östlich liegt bei dem kleinen Dorf Threlkeld ein 18-Loch-Golfplatz.
- Hope Park: Direkt neben dem Mini-Golfplatz liegt der sehr liebevoll gepflegte Park
- Blue Theater: Eigentlich war es ein mobiles Theater, hat aber seine feste Bleibe in Keswick gefunden. Wenn man hinter die Kulissen schaut, sieht man aber immer wieder die auf die Anhänger abgestimmte Bauform. Den Namen hatte es von der einheitlich blauen Lackierung. Abgelöst wurde es vom Neubau, dem Theatre by the Lake
- Keswick Launch: Eine Rundfahrt mit dem Boot auf dem Derwent Water. Die Boote können an jeder Anlegestelle verlassen und wieder betreten werden, um eine Pause einzulegen oder eine Wanderung zu unternehmen.
- Bootsverleih am Pier der Keswick Launch
- Automobilmuseum: In diesem Museum werden Automobile gezeigt, die in Film- oder Fernsehproduktionen eine Rolle spielten. So gibt es z. B. KITT aus Knight Rider, Laurel und Hardys Ford Modell T oder den Rennwagen aus Tschitti Tschitti Bäng Bäng.
- Wochenmarkt: Keswick wurde 1276 von König Eduard I. das Marktrecht verliehen und der Markt wird jeden Samstag auf dem Marktplatz rund um die Moot Hall abgehalten.

## Ausflugsziele
Zahlreiche Ausflugsziele finden sich in der näheren Umgebung:
- Whinlatter Park: Ein großer Park, der sich der Wissensvermittlung rund um Holz und Wald verschrieben hat. Dort kann man einem englischen Volkssport frönen: Dem Orienteering, einer Schnitzeljagd. Im Whinlatter sind verschieden große und schwere Kurse mit über 100 Kontrollpunkten angelegt.
- Ospreywatch: Etwa fünf Kilometer nordwestlich von Keswick kann man von einem Aussichtspunkt den Horst eines Fischadlers (engl. Osprey) am Ufer des Bassenthwaite Lake beobachten, der dort seit einigen Jahren wieder heimisch ist.
- Teahouse bei Hawse End: Etwas versteckt im Wald, dafür kann man seinen Tee in altenglischer Art genießen.

## Persönlichkeiten
- Arthur Thomas Myers (1851–1894) in Keswick geborener Arzt, Cricket- und Tennisspieler
- Francis Derwent Wood (1871–1926), Bildhauer